# Infiniti
Infiniti est un constructeur automobile japonais, filiale haut de gamme de Nissan et donc de l'alliance Renault-Nissan-Mitsubishi.

## Historique
La commercialisation d’Infiniti a officiellement débuté le 8 novembre 1989 aux États-Unis, et son activité internationale s’est depuis lors étendue au Mexique, au Canada, au Moyen-Orient, à Taïwan, en Corée du Sud, en Kazakhstan, en Russie, en Chine où la production démarre en 2014, en France (2008), en Espagne (2008), au Royaume-Uni, en Ukraine, au Chili, à Singapour, en Afrique du Sud, en Australie, à Hong Kong (2013) et au Brésil (2014). La réputation de la marque s'appuie sur des notions de qualité de finitions et de service, ainsi que de fiabilité[Information douteuse]. Plus d'un million de voitures ont été vendues aux États-Unis depuis sa création en 1989. En 2010, la marque japonaise noue un partenariat avec Mercedes. Le réseau mondial d’Infiniti comprend plus de 200 revendeurs dans 17 pays dont environ 80 en Europe.
Malgré tout, la distribution d'Infiniti en Europe n'est pas une priorité, et reste donc confidentielle : alors que Carlos Ghosn annonce, lors du lancement sur le vieux continent, vouloir atteindre « 25 000 ventes » au bout de cinq ans sur ce territoire, les ventes plafonnent pour 2015 à moins de 5 000 exemplaires, dont un peu plus de 700 en France. Jusqu'à l'annonce de la Q30, les modèles sont plutôt adaptés à la clientèle des États-Unis où la marque réalise les deux tiers de ses ventes sur un total mondial de plus de 180 000 véhicules. Ce modèle de petite berline compacte premium souhaite concurrencer les Mercedes Classe A (base sur laquelle elle est construite) ou les Audi A3, et marquer ainsi une amélioration des ventes sur le marché européen,.
Finalement, en mars 2019, le constructeur annonce son retrait de l'Europe pour le début 2020, afin de se concentrer sur les marchés de l’Amérique du Nord, la Russie et la Chine. Les risques liés au Brexit en Angleterre, la fiscalité écologique dans les pays européens et les ventes d'Infiniti représentant à peine 1 000 véhicules par mois sur le Vieux Continent ont accéléré le retrait de la marque de luxe.

## Filiales
- IPL qui est la division sportive créée en 2010 du constructeur INFINITI.

## Lieux de production
- Sunderland  Angleterre
- Decherd (Tennessee)  États-Unis
- Xianyang  Chine (Dongfeng Infiniti)

## Modèles

### Nouvelle dénomination en 2014
En 2014, tous les modèles sont renommés. Les voitures vendues sous la marque Infiniti présentent un nom composé d'un Q suivi d'un nombre à deux chiffres pour les berlines ou coupés et d'un QX suivi d'un nombre à deux chiffres pour les modèles crossover. Les chiffres correspondent au segment du modèle.
- Q30
- Q50
- Q60
- Q70
- QX30
- QX50
- QX60
- QX70
- QX80

### Anciens modèles
- Infiniti G :
  - G20 (1991-1996) : idem Nissan Primera I sedan.
  - G20 (1999-2002) : idem Nissan Primera II sedan.
  - G35 (2002-2007) : idem Nissan Skyline sedan.
  - G35/37 (2007-2014) : idem Nissan Skyline.
- Infiniti G Coupé :
  - G35 Coupé (2002-2007) : idem Nissan Skyline coupé.
  - G37 Coupé (2007-2014)
  - G37 Cabriolet (2009-2014)
- Infiniti I :
  - I30 (1996-1999) : idem Nissan Cefiro II/Maxima IV.
  - I30/35 (1999-2004) : Nissan Cefiro III/Maxima V.
- Infiniti J :
  - J30 (1992-1997) : idem Nissan Leopard III.
- Infiniti M Coupé & Cabriolet :
  - M30 Coupé (1989-1992) : idem Nissan Leopard Coupé.
  - M30 Cabriolet (1989-1992) : idem Nissan Leopard Convertible.
- Infiniti M :
  - M45 (2003-2005) : idem Nissan Gloria XI.
  - M35/45 (2005-2010) : idem Nissan Fuga I.
  - M37/56/35h/30d (2010-2014) : idem Nissan Fuga.
- Infiniti Q45 :
  - Q45 I (1989-1996) : idem la version courte de la Nissan President III.
  - Q45 II (1996-2001) : idem Nissan Cima III.
  - Q45 III (2001-2006) : idem Nissan Cima IV/President III.
- Infiniti EX
  - EX35/37/30d(2008-2014).
- Infiniti FX :
  - FX35/45 (2003-2008) : SUV basé sur le châssis FM déjà utilisé sur la 350Z et la G35 ; roule en Europe par le biais d'importations parallèles.
  - FX35/37/50/30d.
- Infiniti QX :
  - QX4 (1996-2003) : idem Nissan Pathfinder II.
  - QX56 (2003-2010) : idem Nissan Armada.
  - QX56 (2010-2014) : version luxueuse du Nissan Patrol/Safari.

NB : Le nombre qui suit la lettre désignant le modèle correspond à la cylindrée du moteur. Ainsi la G20 dispose d'un 2 litres, la I30 reçoit un 3 litres, la G37 un 3,7 litres, etc.

### Galerie de photographies

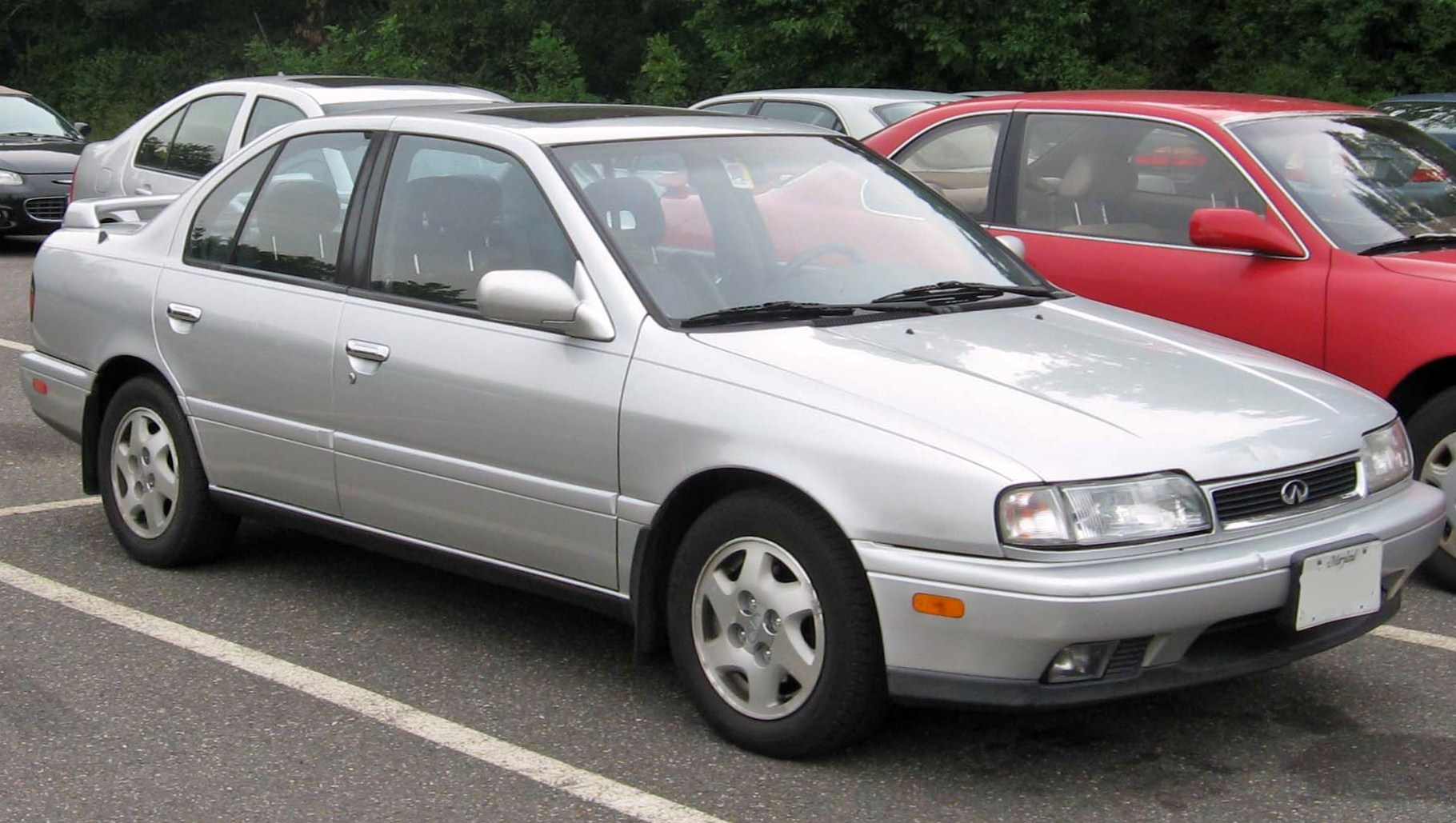
G.
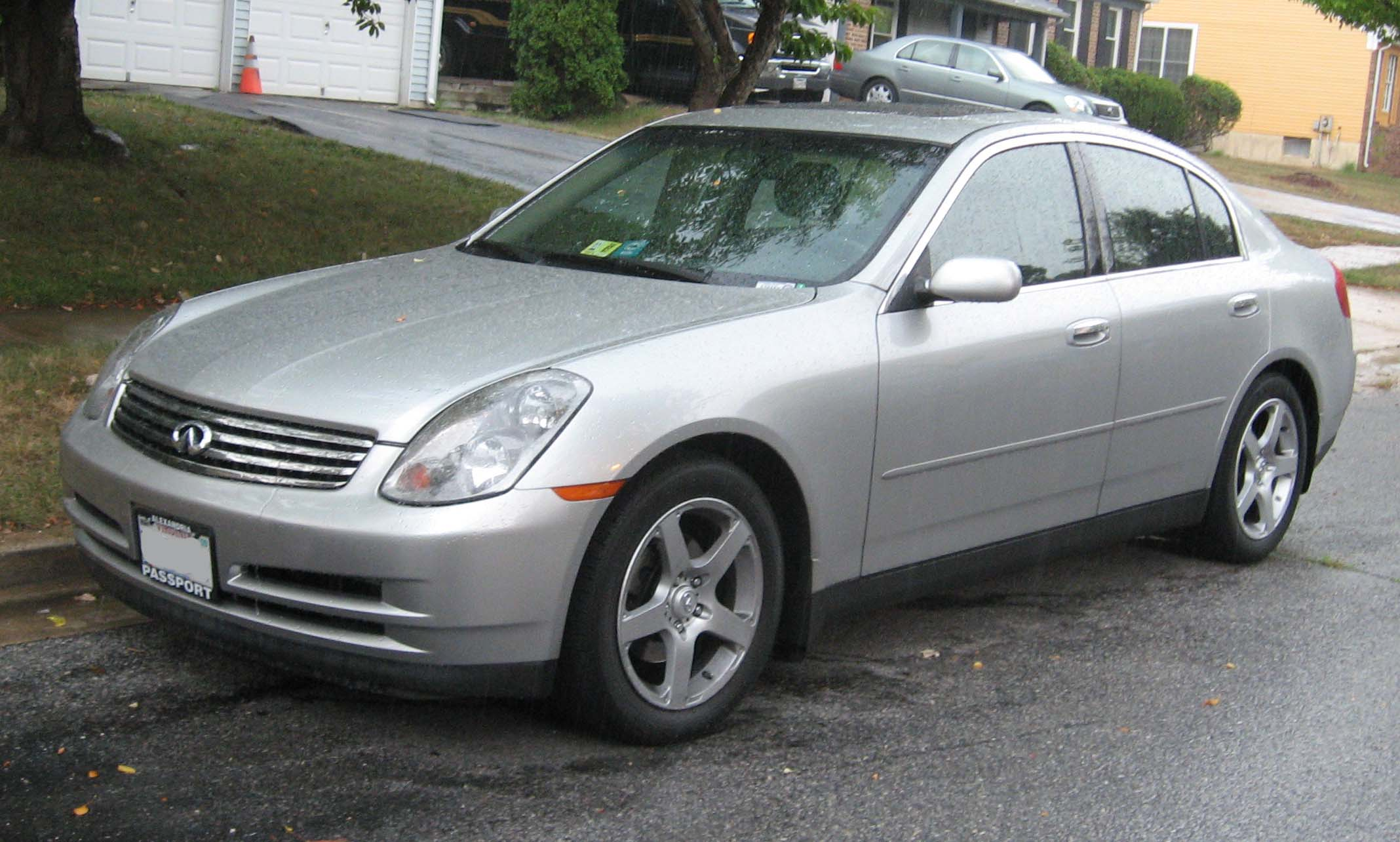
G.
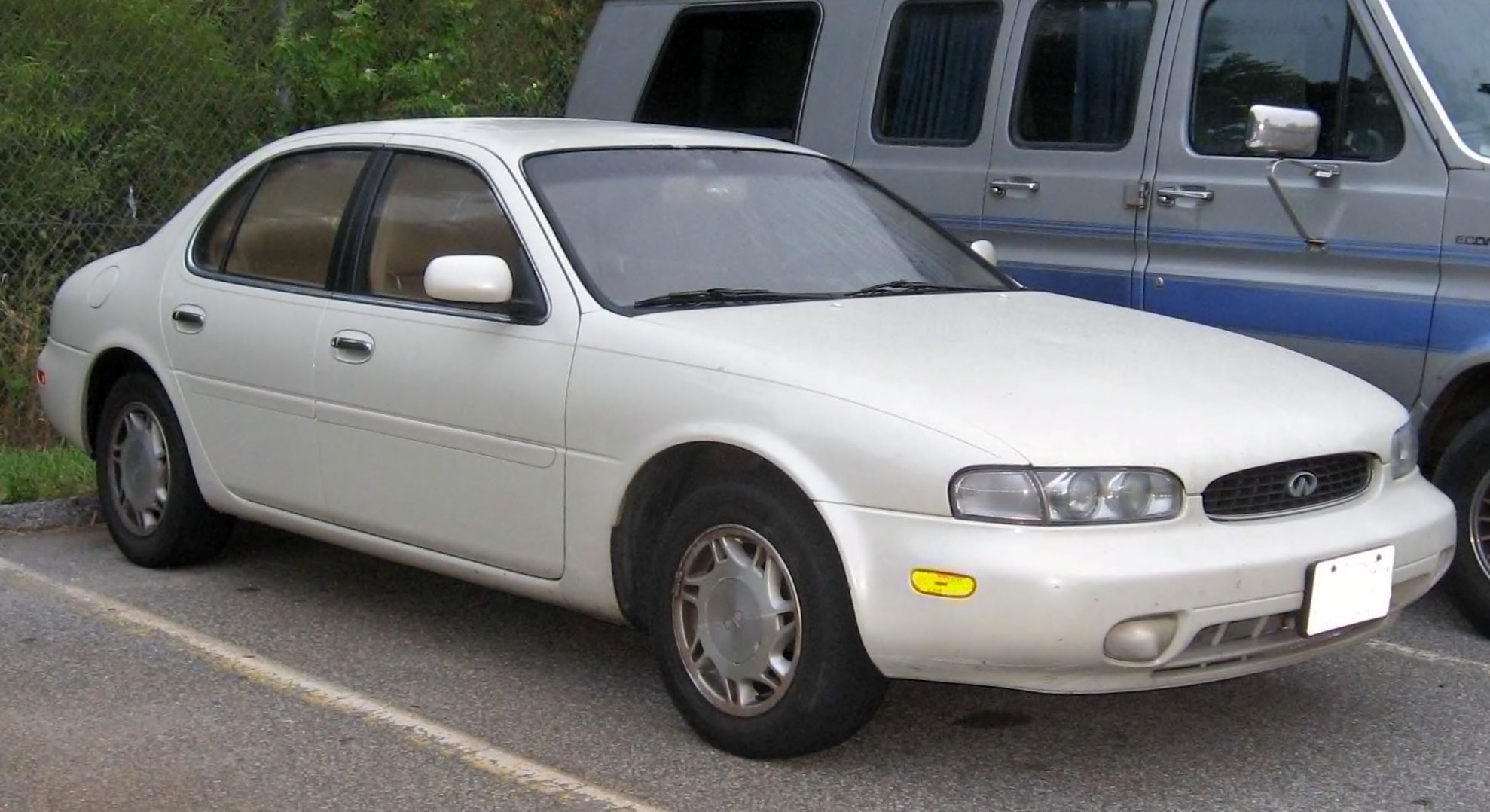
J.
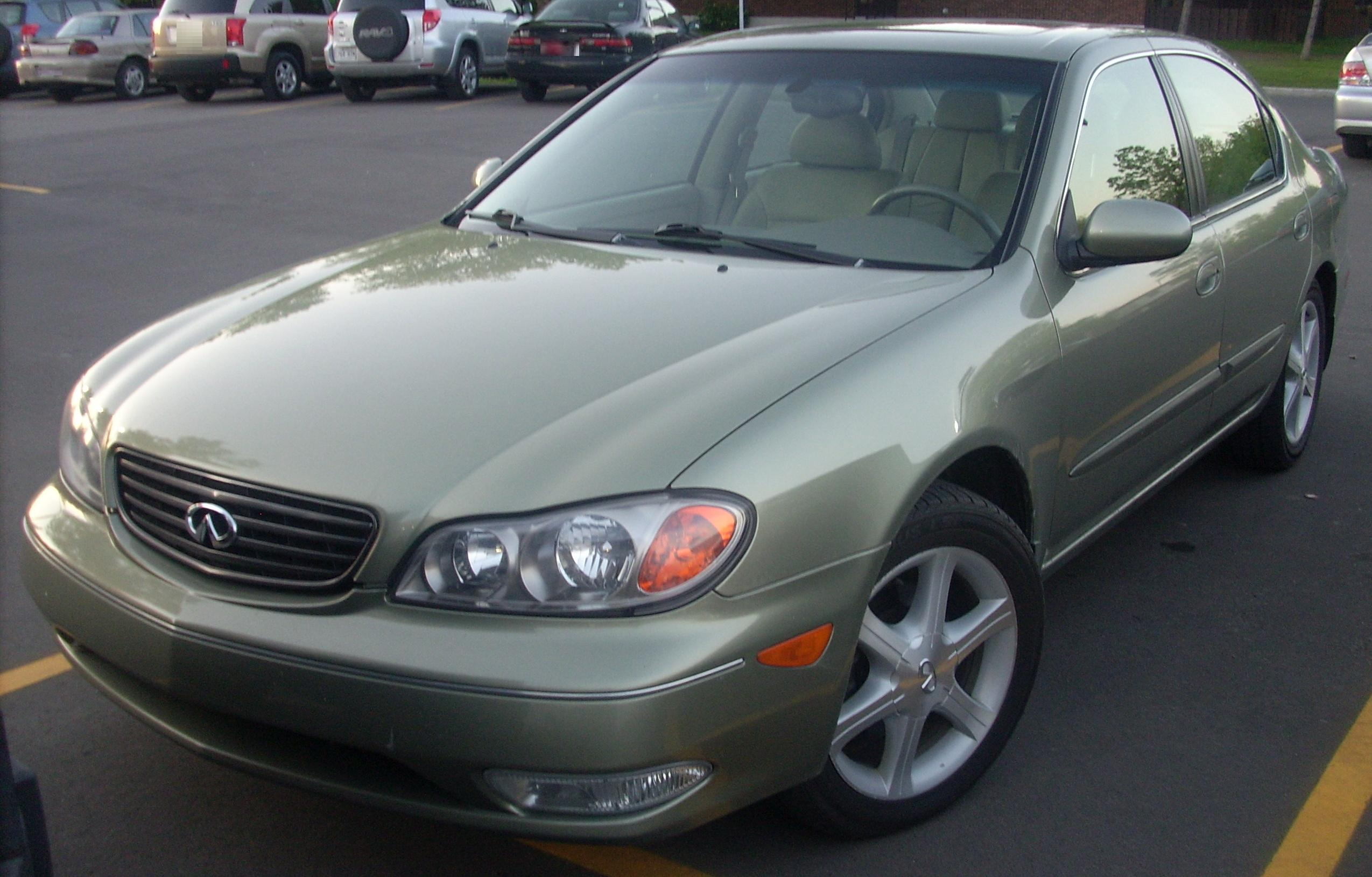
I.
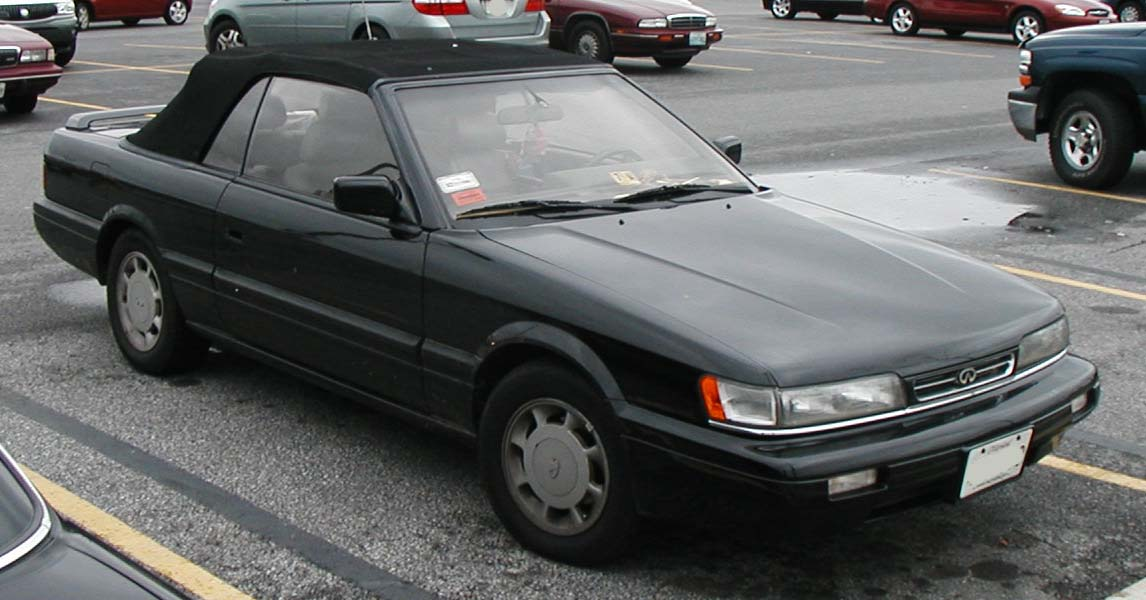
M Cabriolet.
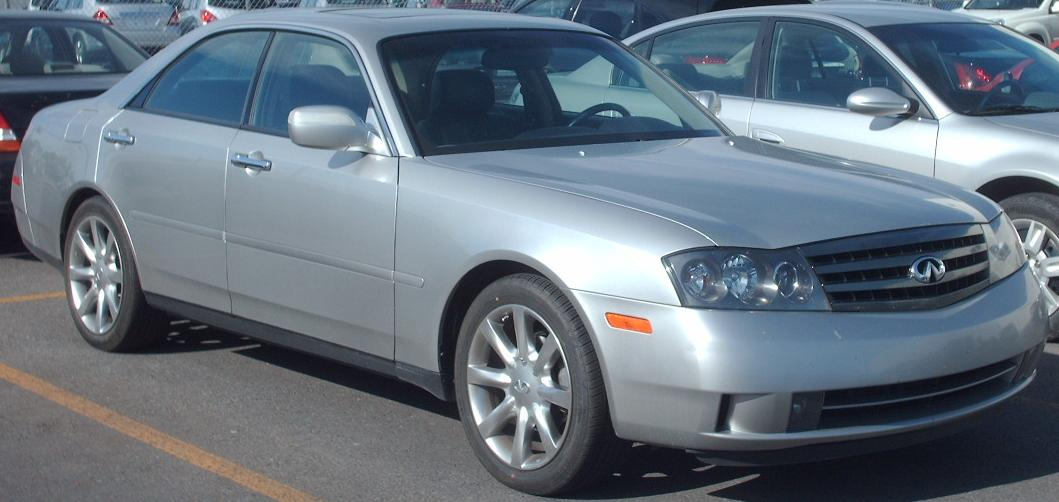
M.
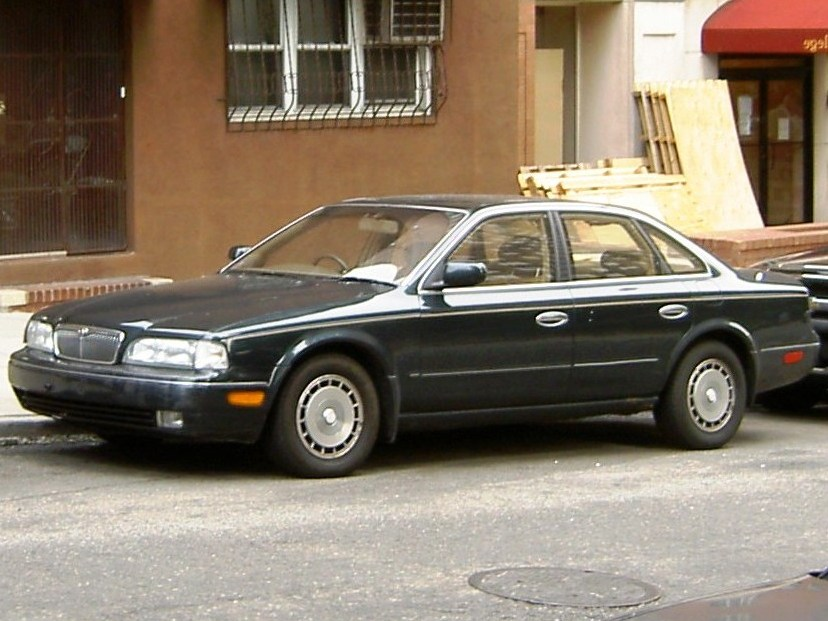
Q45.
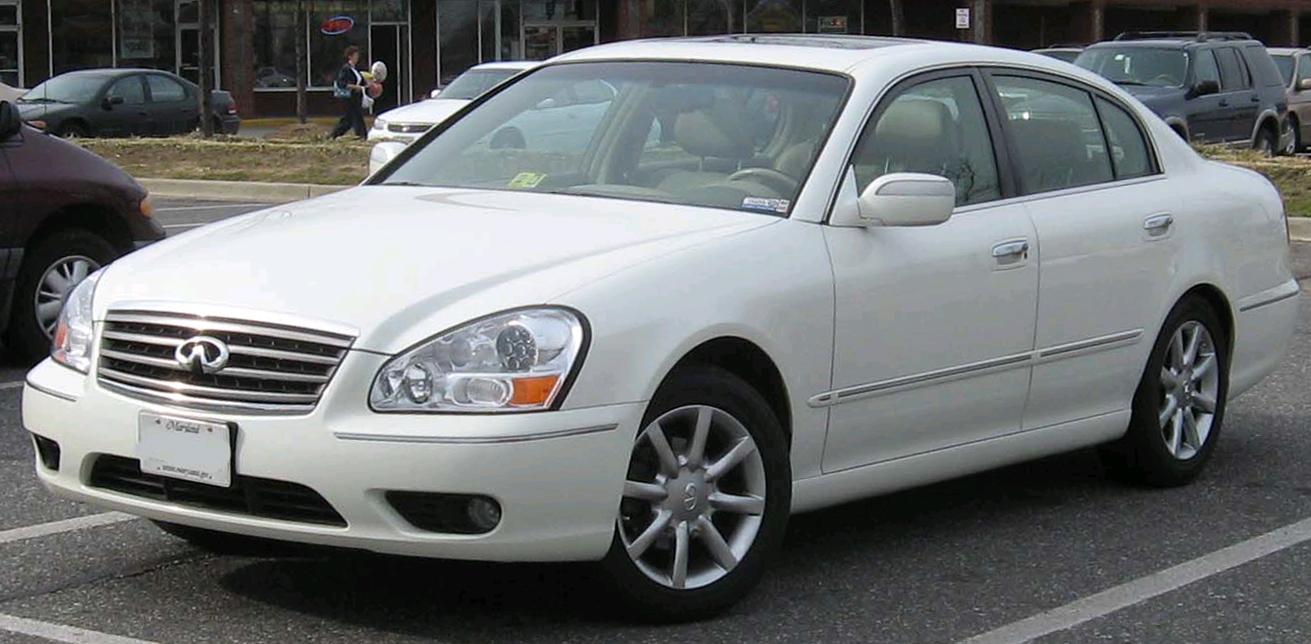
Q45.
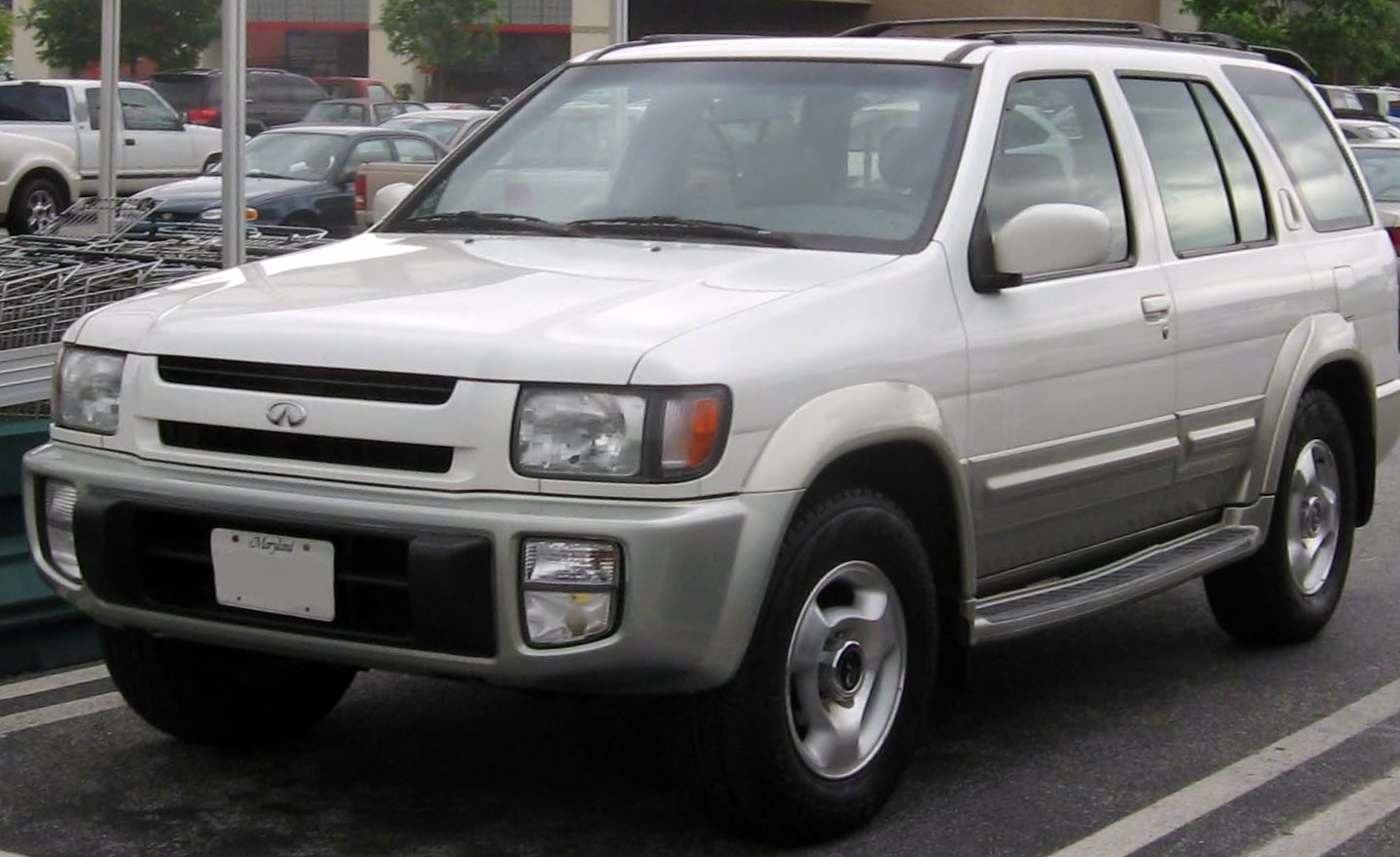
QX4.
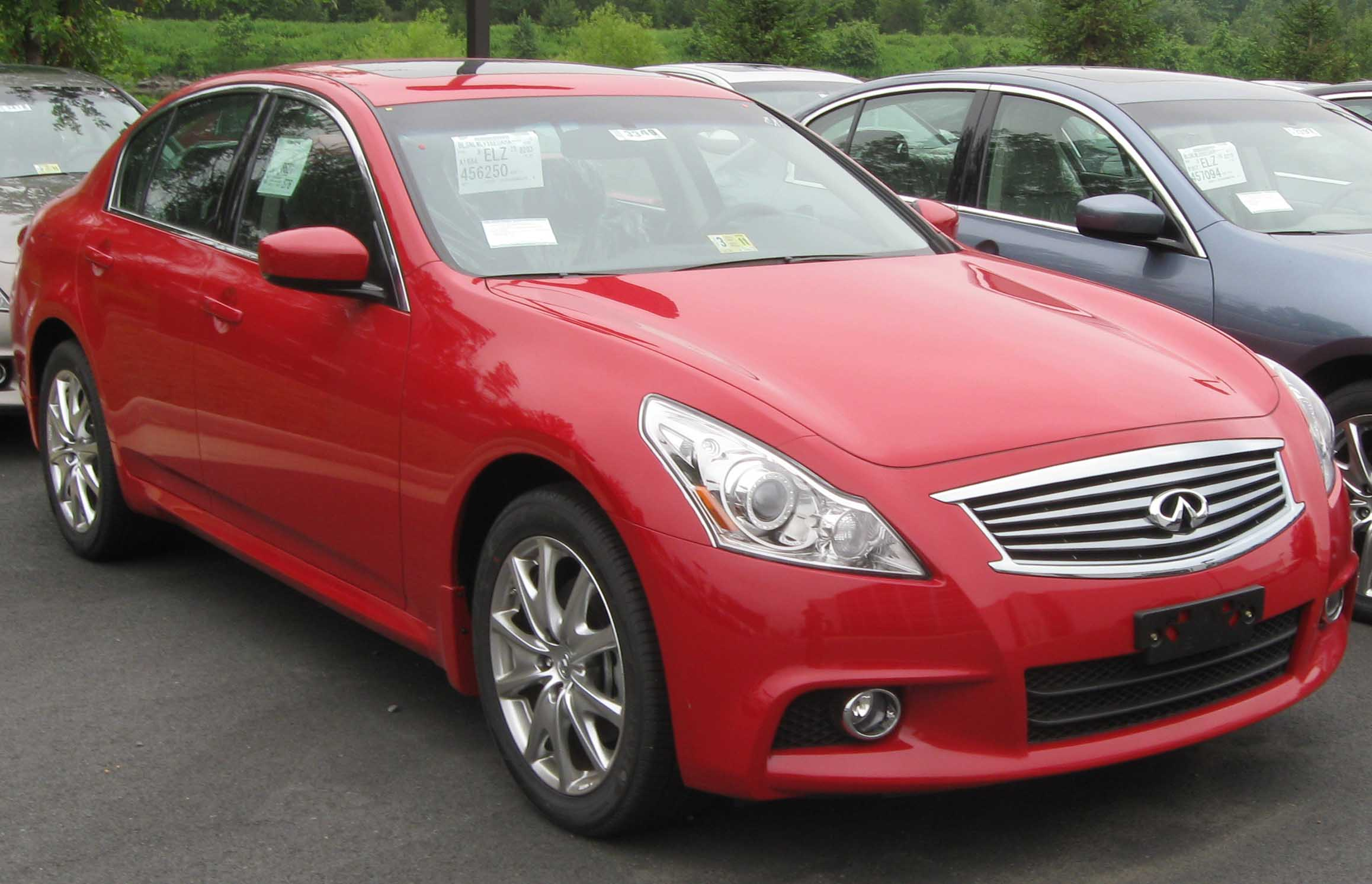
G.
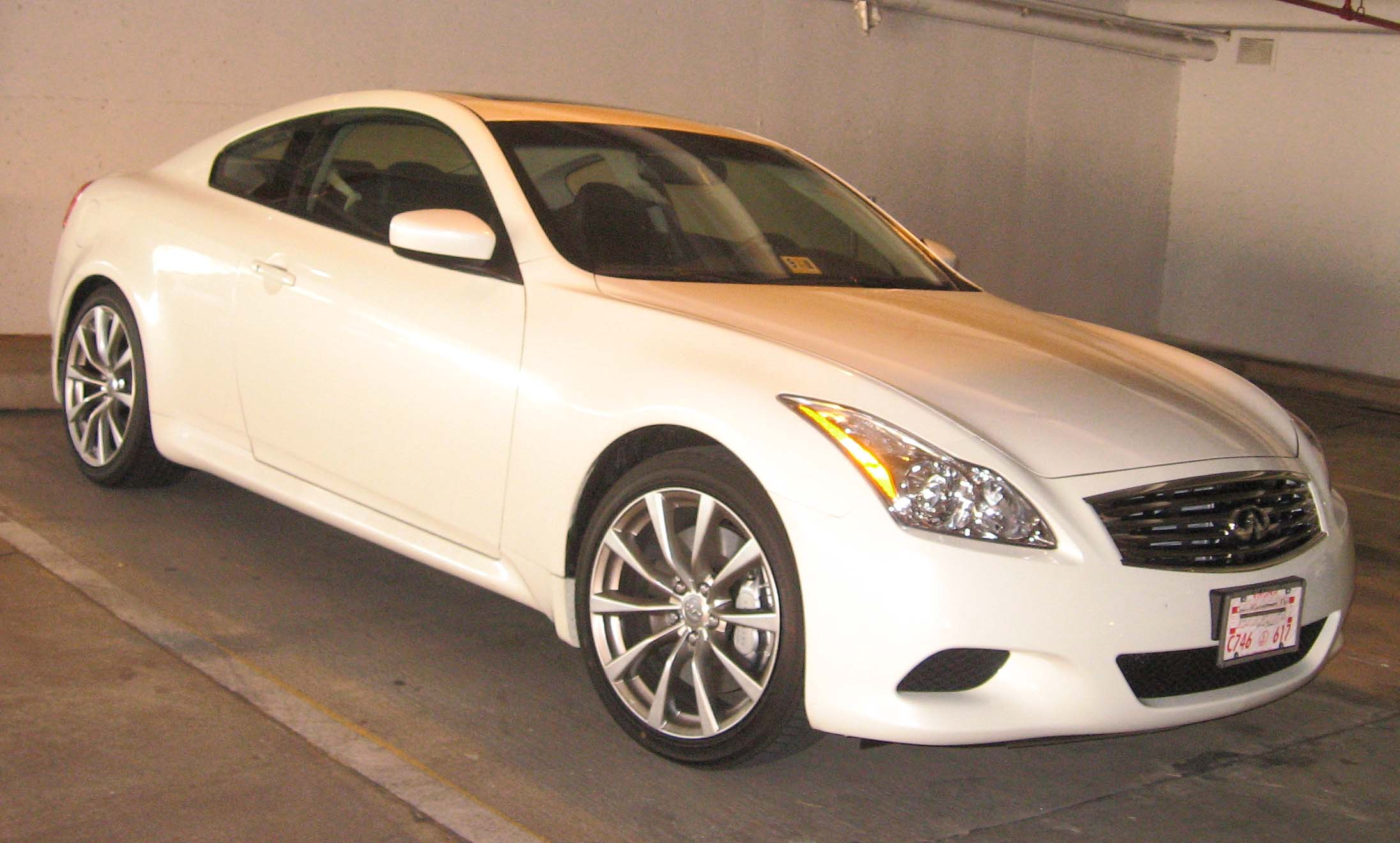
G Coupé.
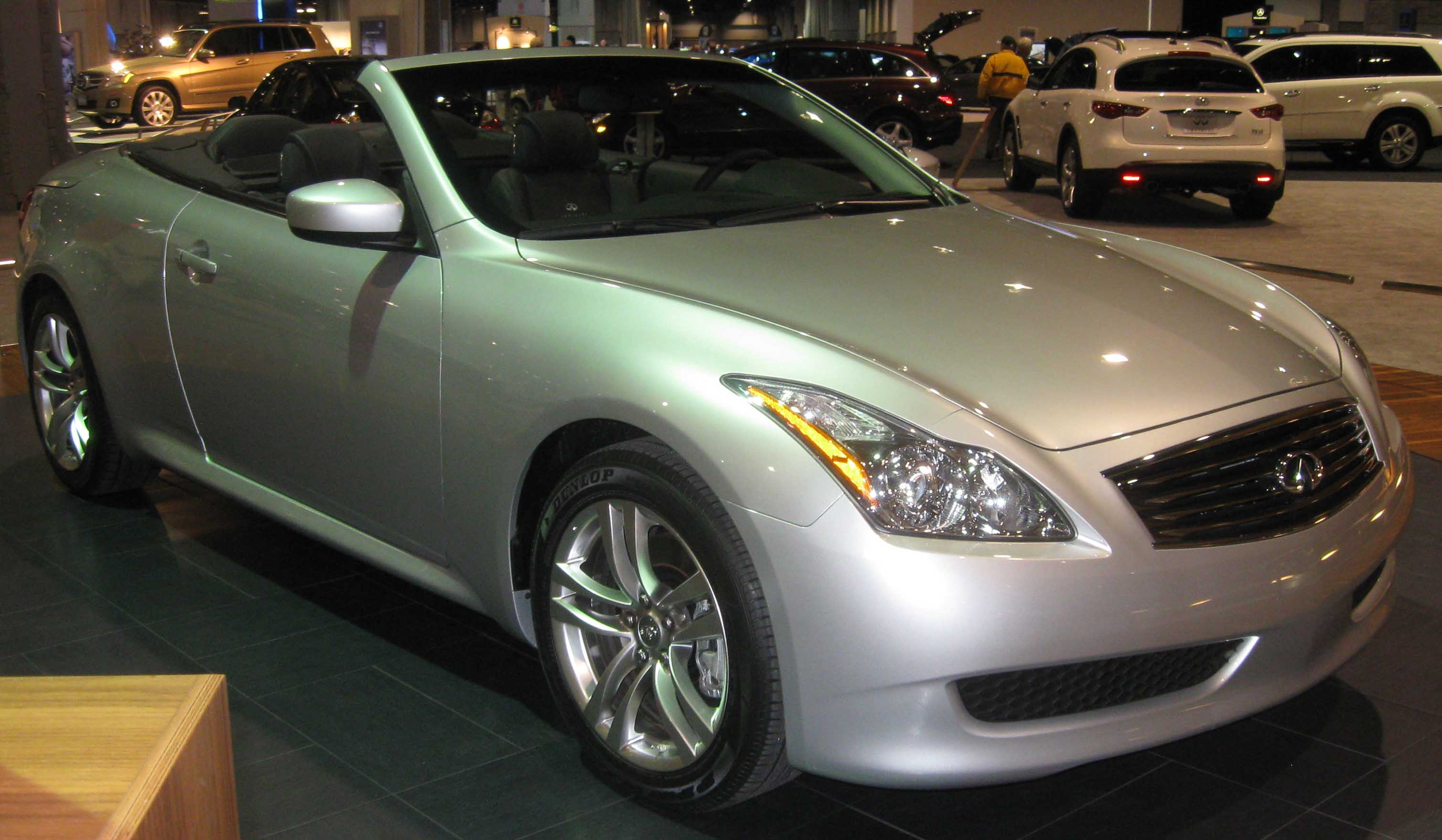
G Cabriolet.
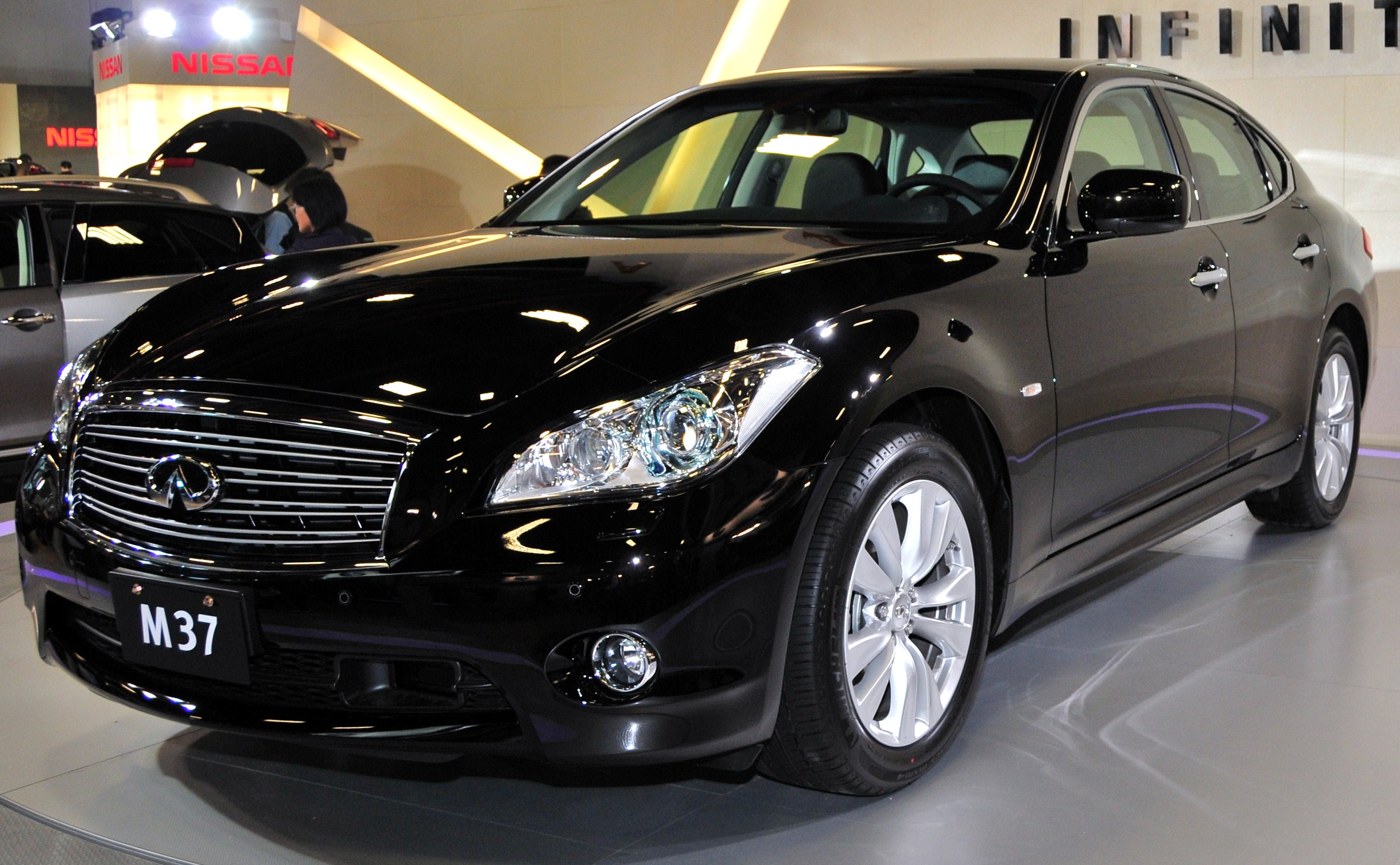
M Sedan.
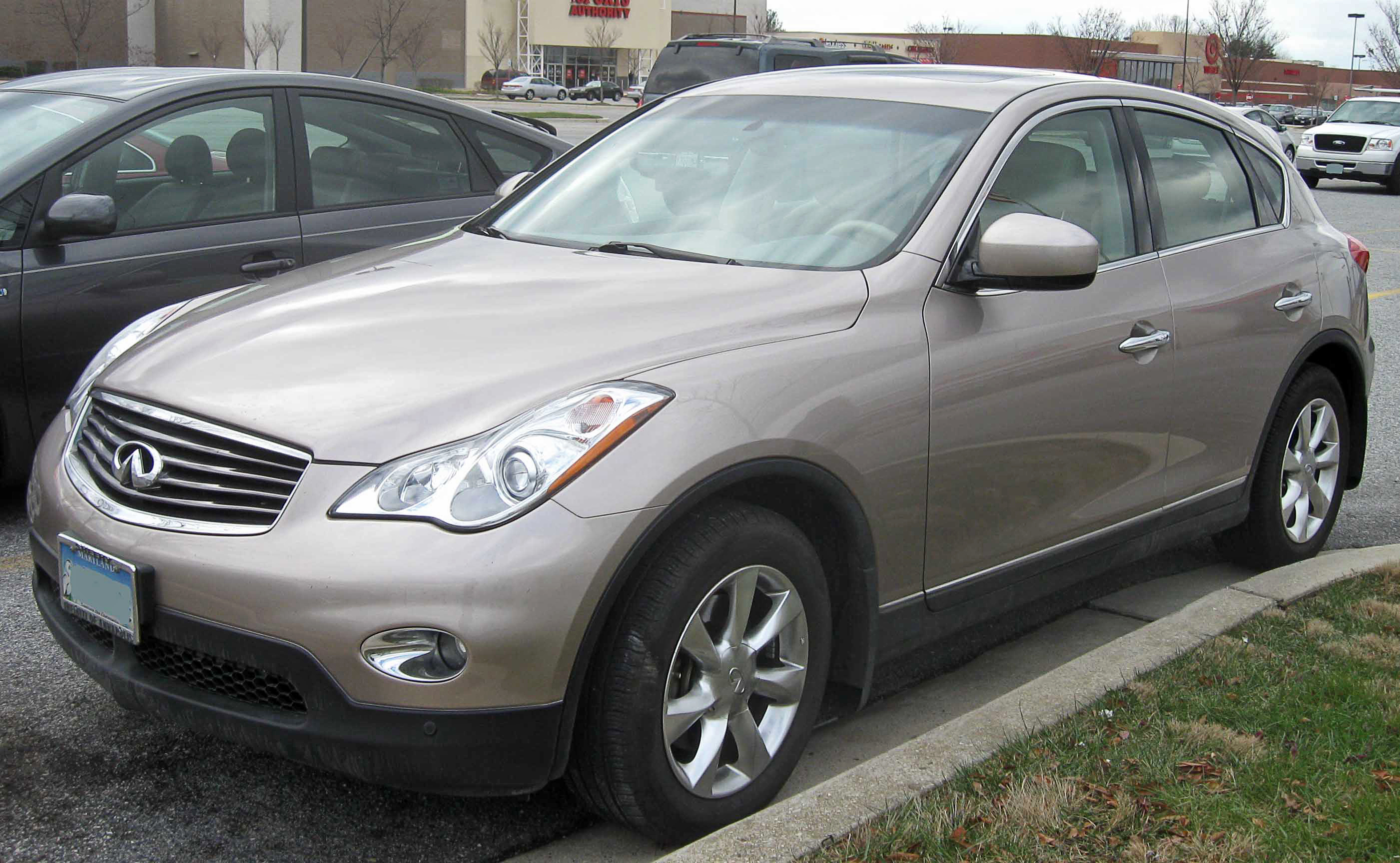
EX.
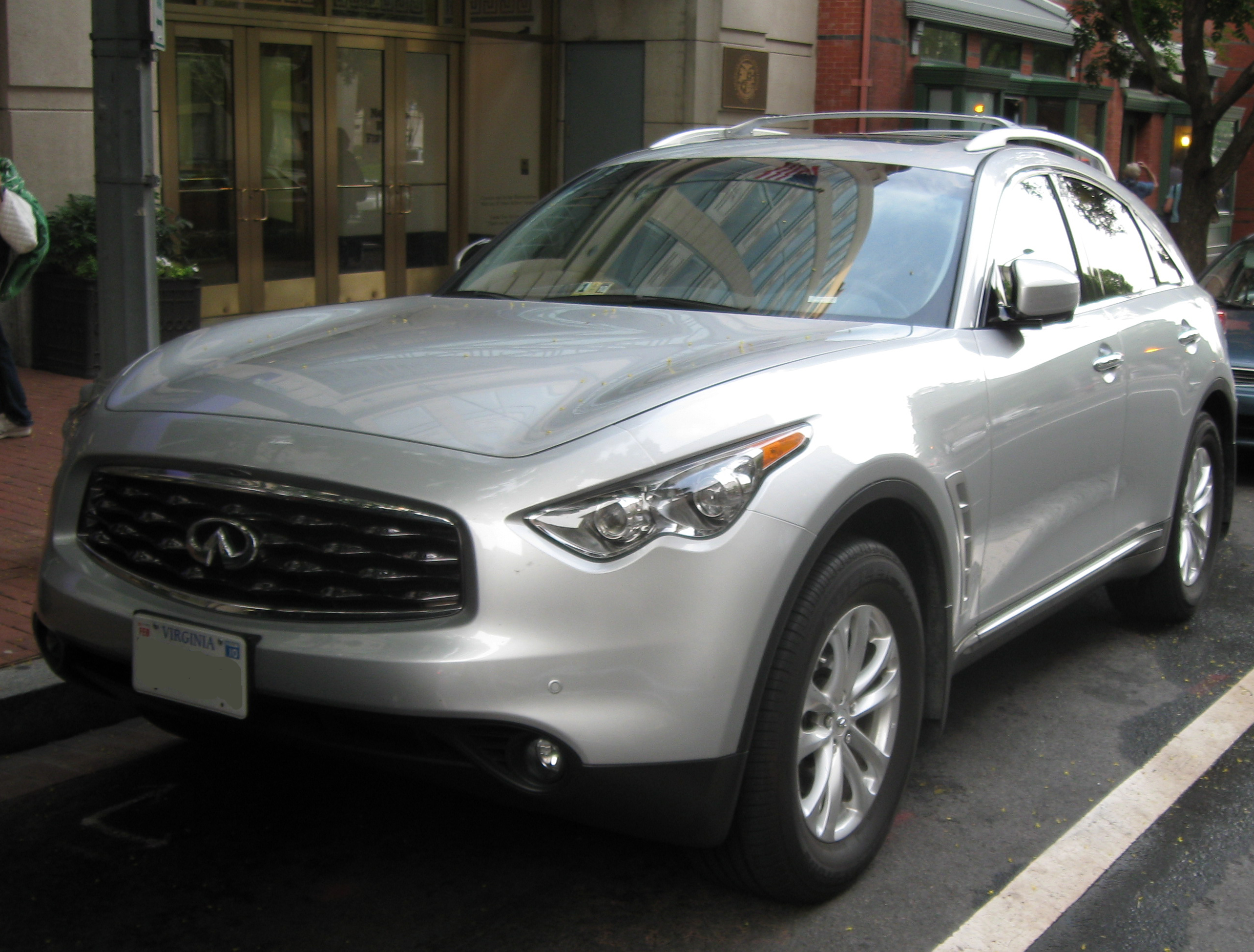
FX.
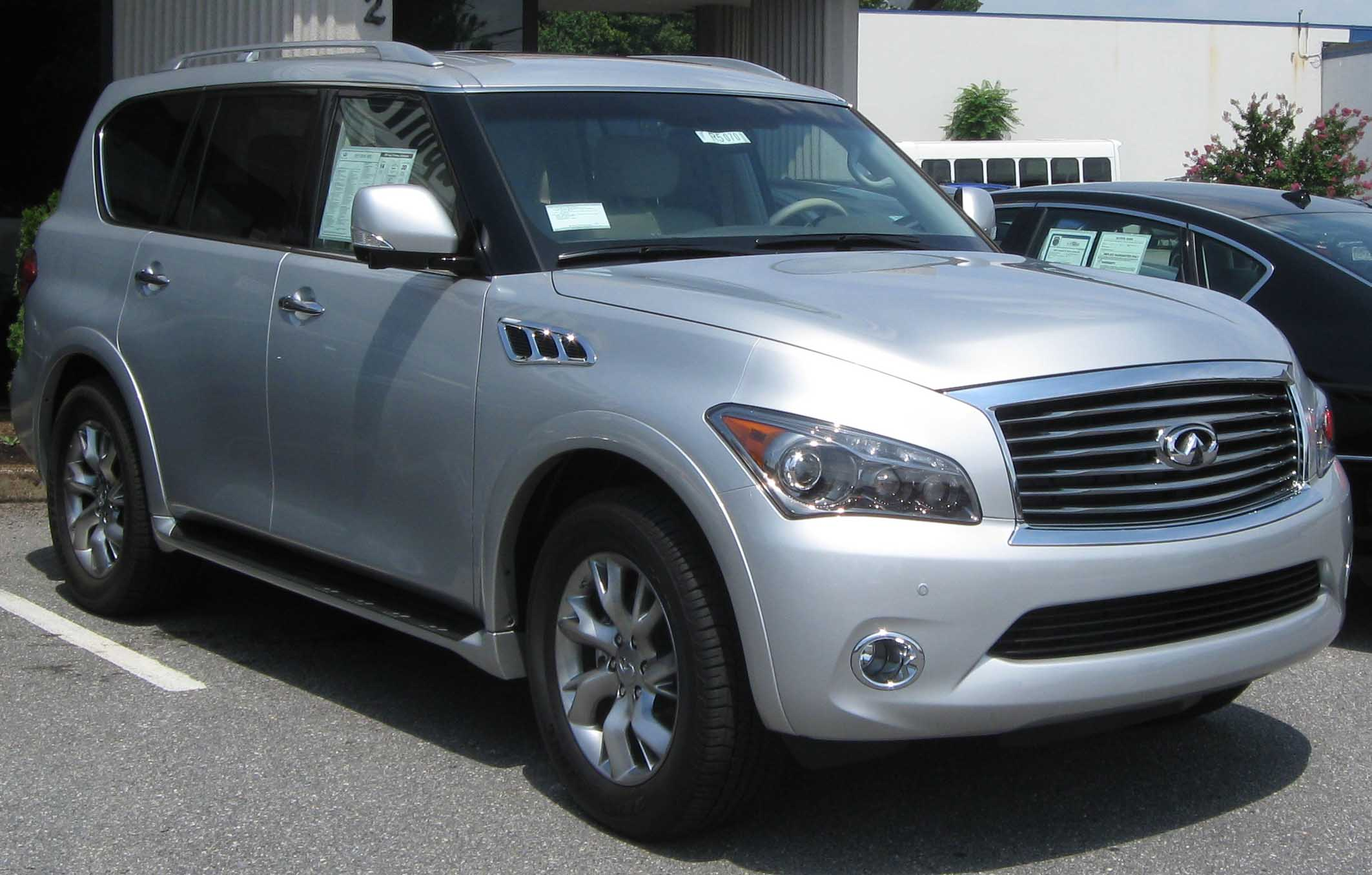
QX56.

## Concept cars
- Triant (2003)
- Kuraza (2005)
- Essence (2009)
- Etherea (2011)
- Emerg-e (2012)
- LE (2012)
- Q30 (2013)
- Q80 (2014)
- QX30 (2015)
- Q80 Inspiration (2015)
- Vision GT (2016)
- QX Sport Inspiration (2016)
- QX50 concept (2017)
- Prototype 9 (2017)
- Prototype 10 (2018)

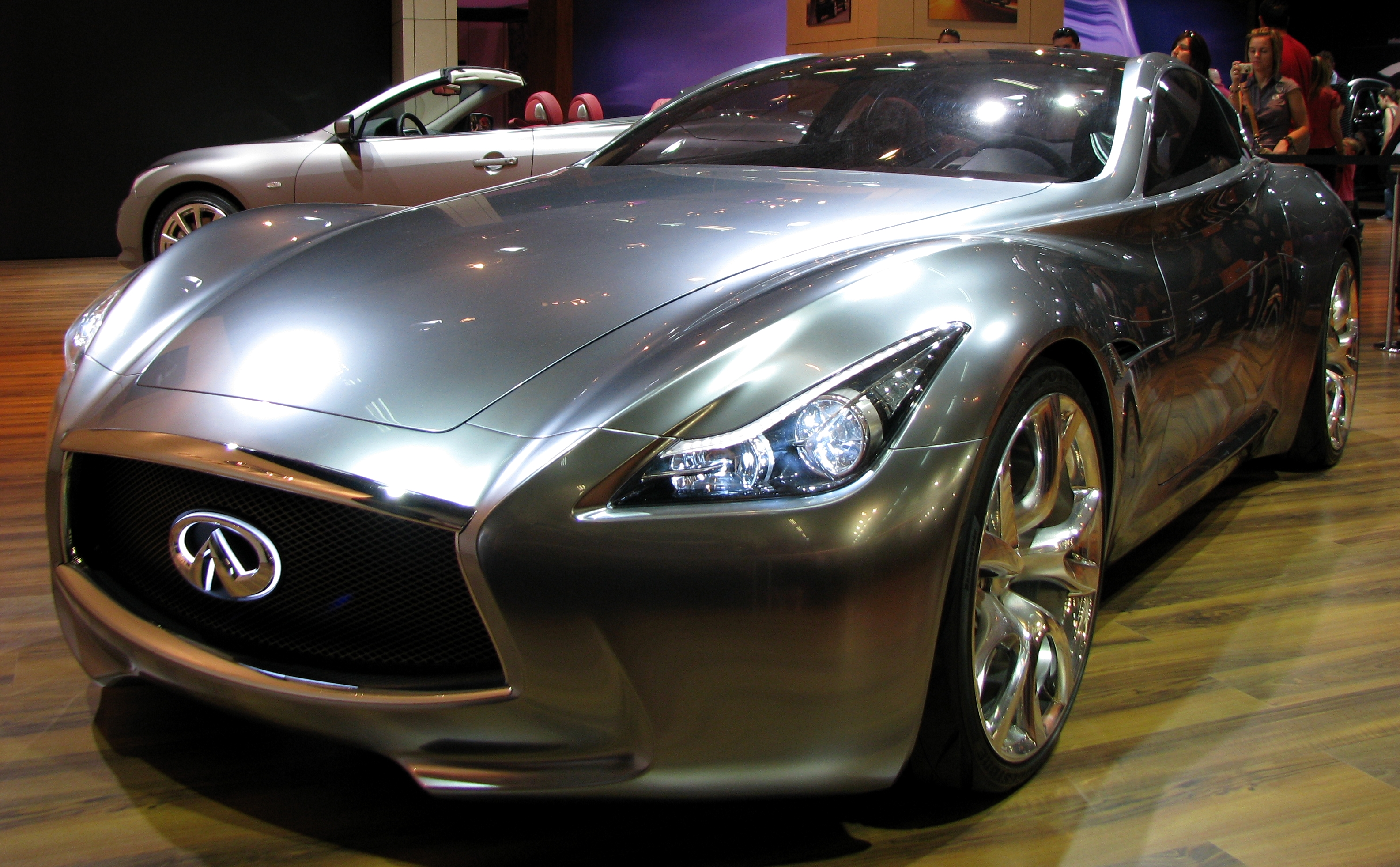
Infiniti Essence Concept

- Q Inspiration, présenté au salon de Détroit 2018.
- Project Black S (2018)
- QX Inspiration, présenté au salon de Détroit 2019.
- Qs Inspiration (2019)
- QX Monograph, présenté à la Monterey Car Week 2023[5].
- Vision Qe Concept, présenté au salon de Tokyo 2023.

## Sport automobile

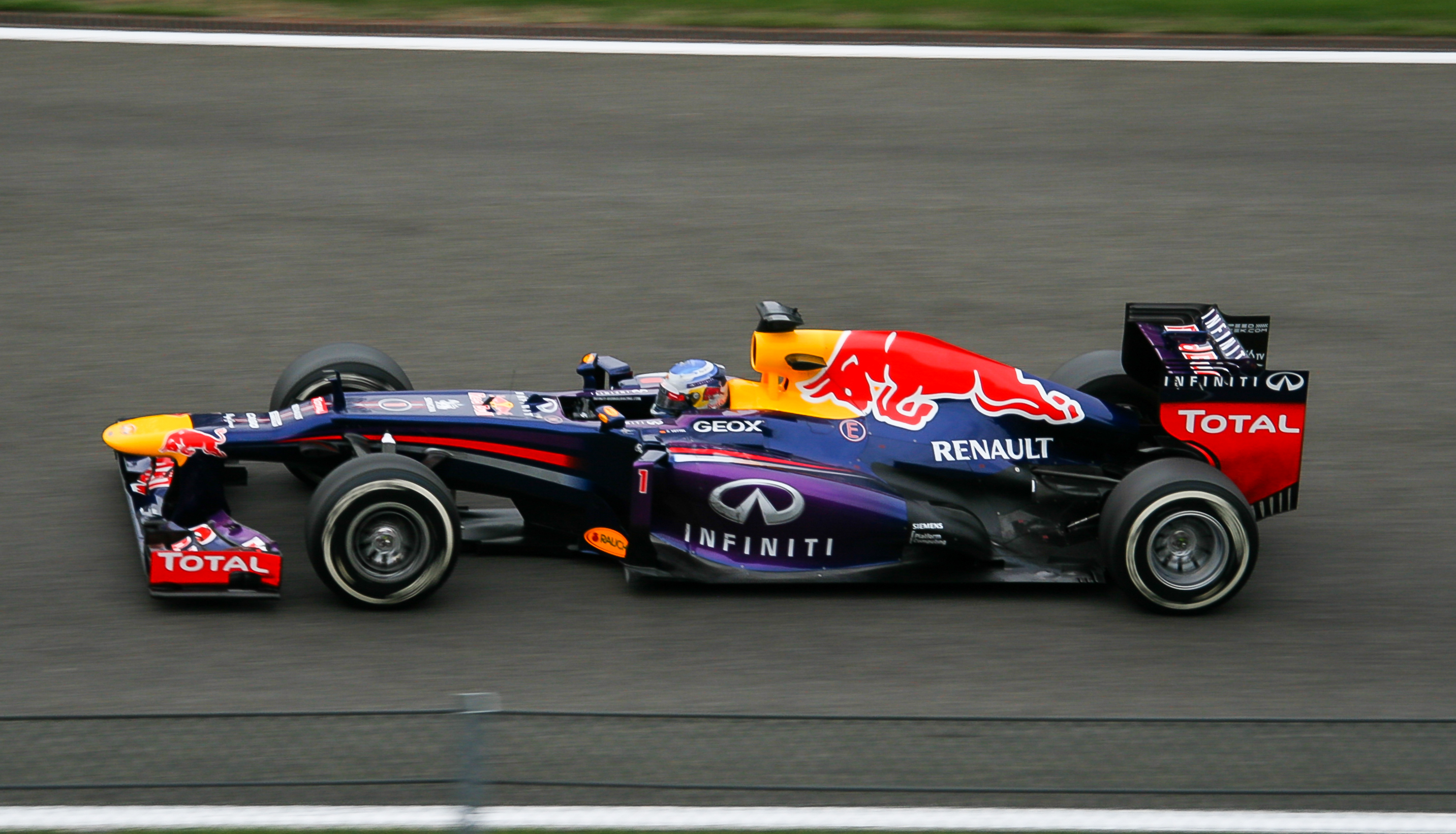
La RB9 de l'écurie Infiniti Red Bull Racing, championne du monde en 2013

Infiniti est le sponsor titre de l'écurie de Formule 1 Red Bull Racing de 2013 à 2015, bien que la marque soit présente dès 2011 sur la livrée.
La marque est aussi présente en Indy Lights en tant que motoriste de 2002 à 2005.